# Wonoayu (Wonoayu)
Wonoayu is een bestuurslaag in het regentschap Sidoarjo van de provincie Oost-Java, Indonesië. Wonoayu telt 3652 inwoners (volkstelling 2010).